# Francavilla Calcio 1985-1986
Questa pagina raccoglie le informazioni riguardanti il Francavilla Calcio nelle competizioni ufficiali della stagione 1985-1986.

## Rosa
| N. |                      | Ruolo | Calciatore            |
| -- | -------------------- | ----- | --------------------- |
|    | Italia (bandiera)    | P     | Francesco Anellino    |
|    | Italia (bandiera)    | A     | Corrado Baglieri      |
|    | Italia (bandiera)    | A     | Giovanni Bruzzone     |
|    | Italia (bandiera)    | C     | Silvio Budellacci     |
|    | Italia (bandiera)    | A     | Salvatore Buoncammino |
|    | Italia (bandiera)    | C     | Ciro Caccavale        |
|    | Italia (bandiera)    | D     | Luigi Chiavaro        |
|    | Italia (bandiera)    | C     | Nello Cianci          |
|    | Argentina (bandiera) | P     | Walter Ciappi         |
|    | Italia (bandiera)    | A     | Giorgio Colucci       |
|    | Italia (bandiera)    | C     | Edmondo De Amicis     |
|    | Italia (bandiera)    | C     | Luciano De Paola      |
|    | Italia (bandiera)    | A     | Luigi Di Baia         |
|    | Italia (bandiera)    | A     | Tiziano D'Isidoro     |

| N. |                   | Ruolo | Calciatore        |
| -- | ----------------- | ----- | ----------------- |
|    | Italia (bandiera) |       | Di Stefano        |
|    | Italia (bandiera) | P     | Gabriele Ioannoni |
|    | Italia (bandiera) | D     | Pino La Scala     |
|    | Italia (bandiera) | C     | Mariano Marchetti |
|    | Italia (bandiera) | C     | Fabrizio Mastini  |
|    | Italia (bandiera) |       | Noto              |
|    | Italia (bandiera) | C     | Carlo Odorizzi    |
|    | Italia (bandiera) |       | Paolone           |
|    | Italia (bandiera) | D     | Massimo Peveri    |
|    | Italia (bandiera) | C     | Luigi Pierleoni   |
|    | Italia (bandiera) | A     | Eriberto Prosperi |
|    | Italia (bandiera) | C     | Giorgio Repetto   |
|    | Italia (bandiera) | A     | Alessandro Susi   |
|    | Italia (bandiera) | D     | Francesco Tolasi  |